# Rail 2000

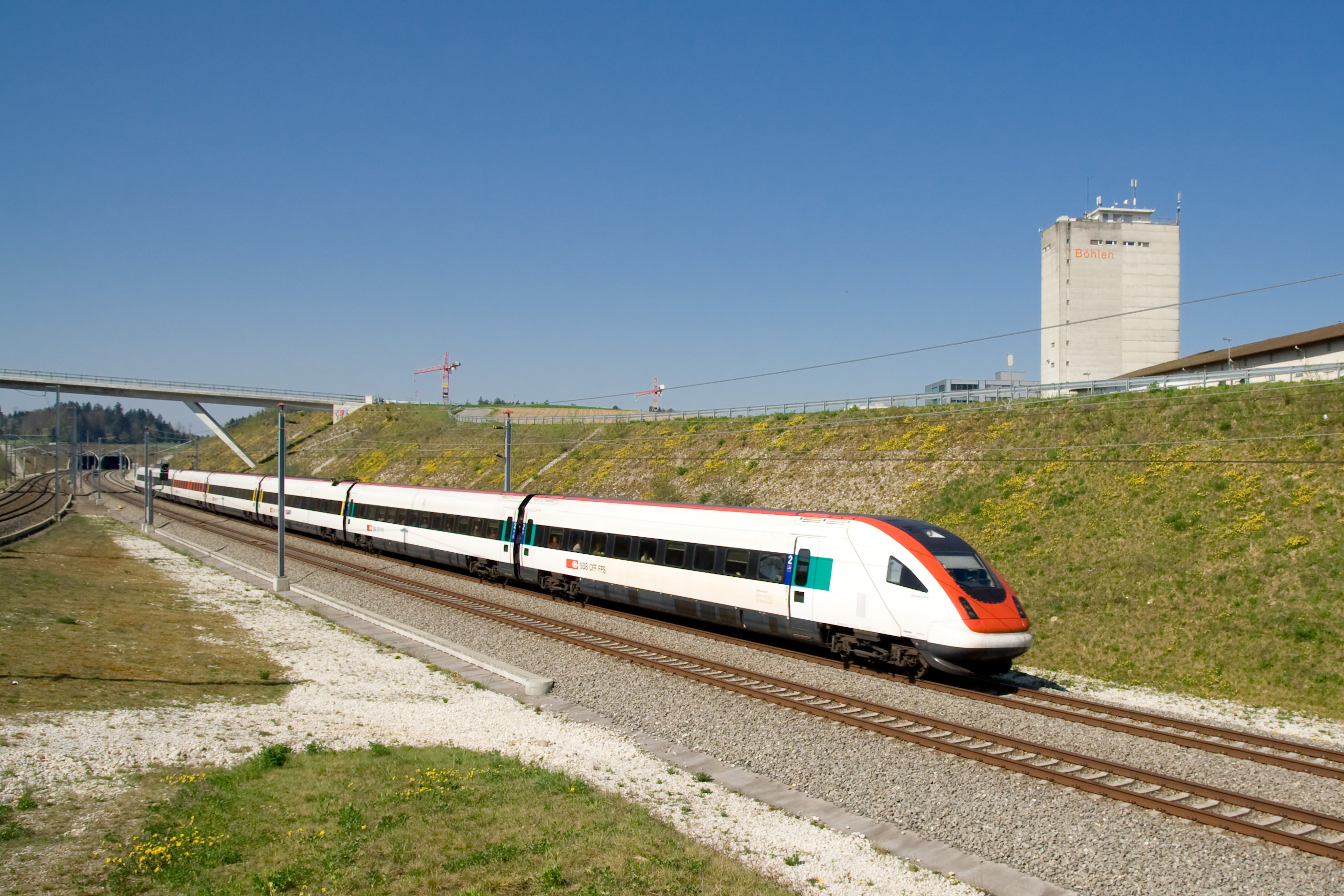
Міжміський поїзд на лінії Матстеттен–Ротрист

Rail 2000 (нім. Bahn 2000; фр. Rail 2000, італ. Ferrovia 2000) — масштабний проект Швейцарських федеральних залізниць (SFR), заснований у 1987 році з метою покращення якості залізничної мережі Швейцарії для Нового тисячоліття. Він передбачає заходи щодо прискорення низки діючих сполучень та модернізації рухомого складу. Рішення федерального уряду про підтримку проекту в 1986 році було схвалено на референдумі в 1987 році. У 2004 році було завершено перший етап, який складався з близько 130 проектів з бюджетом близько 5,9 мільярдів швейцарських франків. 

## Історія

### Контекст
Після великих інвестицій у залізниці в повоєнні роки, частка залізниці в загальному пасажирському ринку Швейцарії була значно скорочена до кінця 1960-х років. У цей час SFR вирішив, що необхідні зміни для збільшення ролі залізниці. Було запущено більше поїздів, щоб збільшити частоту; це призвело до 75% збільшення пасажиропотоку між 1971 і 1983 роками на маршруті Берн–Цюрих. В 1970-х роках уряд Швейцарії та SFR вирішили ще більше вдосконалити залізничні послуги. В 1972 році SFR запровадив тактовий розклад (нім. Taktfahrplan). За цим розкладом поїзди прибувають і відправляються на кожну станцію в одну і ту ж хвилину щогодини. Розклад на центральному вокзалі Цюриха був реорганізований таким чином, щоб поїзди прибували на кожну лінію перед початком години чи середини години, що полегшило пересадку на поїзди інших ліній. Це вимагало влаштування додаткових платформ, щоби всі поїзди могли знаходитися на станції одночасно. Проект Rail 2000 мав на меті покращити регулярний розклад.

### Нова поперечна магістраль
Наприкінці 1960-х років SFR розробив пропозицію щодо нової магістралі зі сходу на захід (нім. Haupttransversale, NHT). Це було розглянуто Швейцарською транспортною комісією (нім. Schweizerischen Gesamtverkehrskommission, GVK). В 1977 році після майже шести років роботи GVK представив 400-сторінковий звіт, у якому рекомендував будівництво нової залізниці між Женевою та Боденським озером і між Базелем і Ольтеном. Планувалося, що на цих маршрутах загалом 120 км нової лінії дозволять поїздам рухатися зі швидкістю до 200 кілометрів на годину.
Комітет федерального уряду підтримав пропозицію SFR, але вважав, що спочатку інвестиції слід зосередити на дистанціях маршруту між Базелем, Ольтеном і Берном. Навпаки, кантон Золотурн скаржився, що нова лінія піде на користь лише великим центрам, а сільські райони будуть у невигідному становищі. Для протидії цьому на референдумі був створений комітет дій. Однак це виявилося непотрібним, оскільки Федеральна рада вирішила, що проект був «занадто вузьким» і надто зосередженим на поперечній лінії Схід-Захід і її фідеральних лініях, а також занадто мало зроблено для покращення швейцарської залізничної мережі в цілому. У середині 1984 року Генеральний директорат SFR створив експертну групу під назвою «Залізниця 2000» з місією розробити нову концепцію, яка не лише покращила б головні осі, але й розвинула всю швейцарську залізничну мережу в середньо- та довгостроковій перспективі.

### Rail 2000

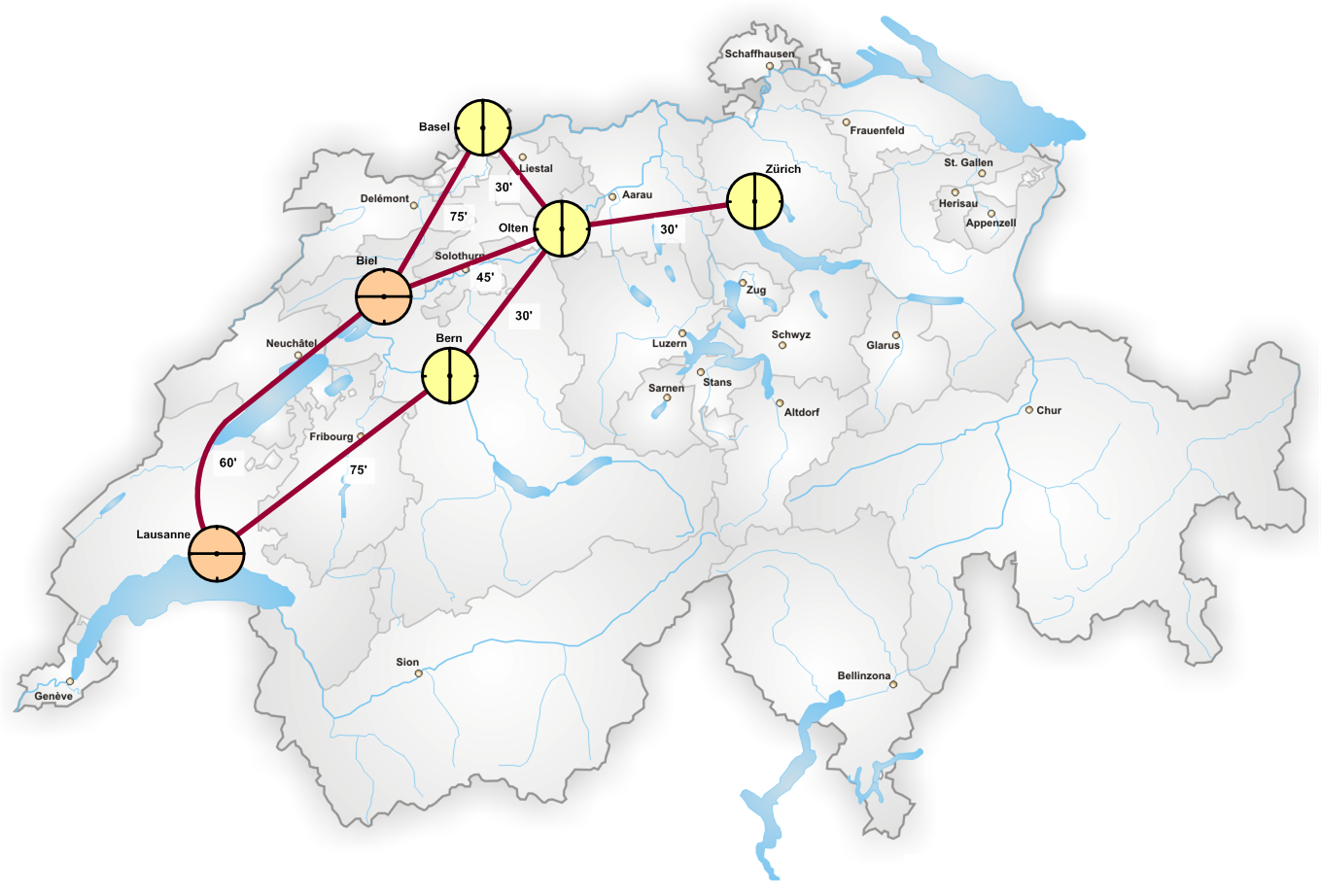
Схема вузлів швейцарської системи Rail 2000

27 березня 1985 року SFR представив Департаменту транспорту новий варіант проекту. Це було зустрінуто позитивною реакцією політичних партій та асоціацій; Neue Zürcher Zeitung назвала концепцію привабливою, гнучкою та еволюційною. Мета концепції полягала в тому, щоб з’єднати головні вузлові станції менш ніж за годину (зокрема, Цюрих, Берн і Лозанна), щоб поїзди могли прибувати перед початком години або півгодини та відправлятися знову незабаром після цього. Тому поїзди повинні рухатися так швидко, як це необхідно, щоби вчасно прибути у пункт призначення, а не так швидко, як це можливо.
Федеральний парламент проголосував за схвалення Rail 2000 у травні 1986 року. Він виділив 5,4 мільярда швейцарських франків на нову лінію Маттштеттен–Ротріст між Ольтеном і Берном і на сполучення поблизу Герцогенбухзеє з Золотурном. У регіонах, де мала будуватися нова лінія, сформувалася опозиція. Опозиція була спрямована не проти проекту залізниці, а проти траси нової лінії та втрати орних земель. Тим не менш, усі основні партії підтримали проект на референдумі в 1987 році, і він набрав більшість у 57,0%.

## Розробка та впровадження
У 1991 році стало ясно, що витрати були значно недооцінені. Повна реалізація проекту, як було заплановано в 1985 році, тепер оцінювалася в 16 мільярдів швейцарських франків (ціни 1991 року). У 1992 році Федеральна рада ухвалила модифікацію та поетапне виконання проекту, причому вартість першого етапу встановила максимум 7,4 мільярда швейцарських франків. Цей перегляд мав такі наслідки:
- Скасування запропонованої нової лінії з аеропорту Цюриха до Вінтертура через тунель Брюттен.
- Запропонована модернізація лінії Берн–Лозанна на південь від Фрібура була обмежена будівництвом нового тунелю Водеренс, відмовившись від запропонованої нової лінії від Сівір’є до Віллар-сюр-Глан;
- Запропонована модернізація лінії Гауенштайн була обмежена Адлерським тунелем, відмовившись від запропонованого третього тунелю через Юру між Муттенцом і Ольтеном;
- Використання поїздів з функцією нахилу у поворотах замість деяких удосконалень лінії, запропонованих на Залізниці підніжжя Юри;
- Уникнення видовження платформ завдяки використанню двоповерхових туристичних вагонів із відповідно більшою щільністю місць для сидіння.

Подальшою модифікацією проекту було рішення побудувати нову двоколійну лінію в тунелі від Цюріха до Тальвіля (Циммерберзький базисний тунель, етап 1) замість розширення існуючої лінії з двох до чотирьох ліній, щоб забезпечити розширення пропускної здатності Цюріхського S-Bahn і поїздів далекого сполучення, що з'єднували з Люцерном і Готардською лінією.
Цей проект був перейменований на Rail 2000, етап 1 і його було завершено 12 грудня 2004 року. Його остаточна вартість склала 5,9 мільярда швейцарських франків (ціни 1994 року), що було менше, ніж кошторис оновленого проекту 1992 року.

### Реалізація 1 етапу

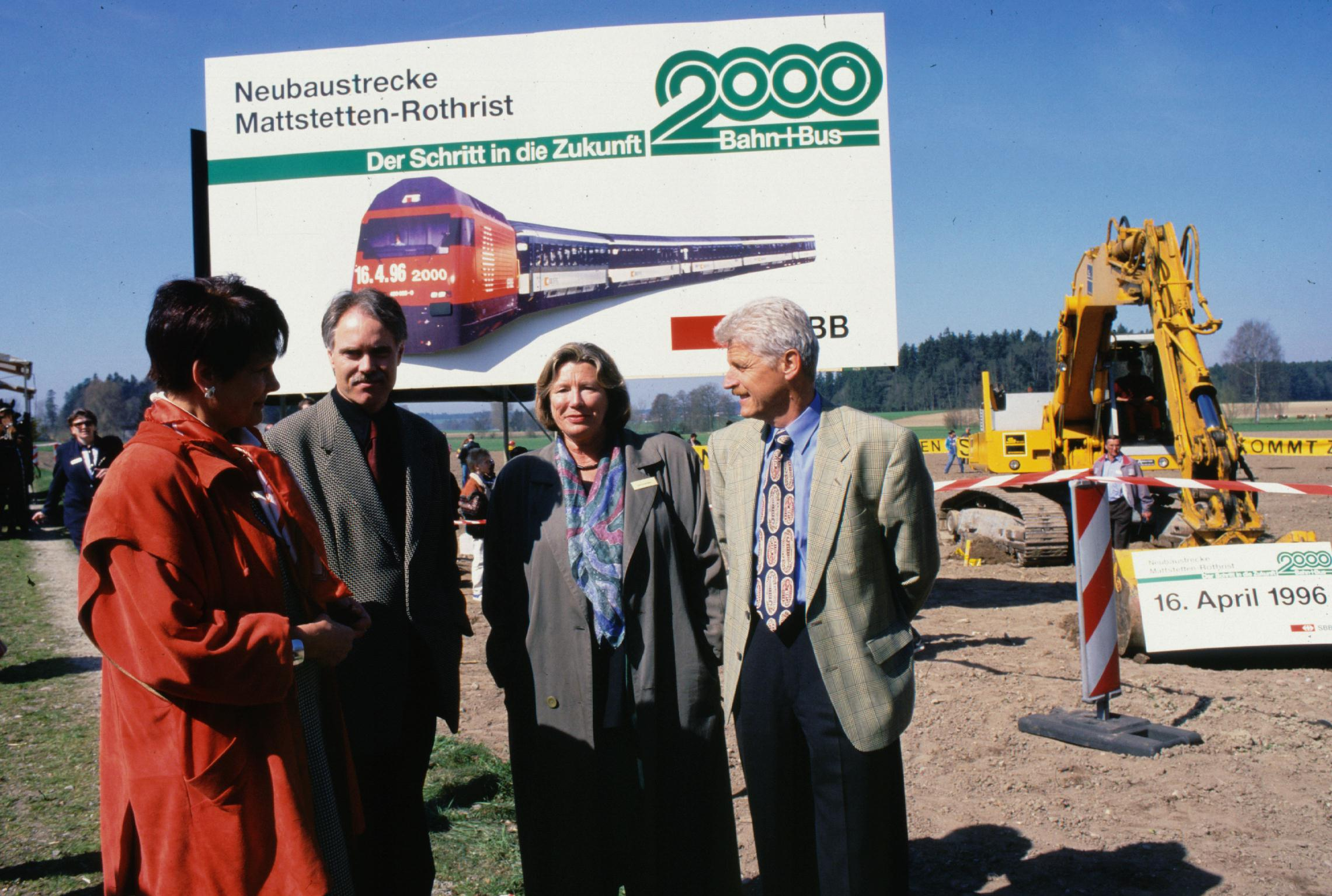
Закладка фундаменту для Rail 2000 у Маттштеттені у квітні 1996 року

Під час реалізації Rail 2000 підпроекти вводилися в експлуатацію кожні 2 роки з 1997 року. Однак найбільше вдосконалення, введення в експлуатацію нової лінії, було завершено лише 12 грудня 2004 року. Додаткові вдосконалення включали:
- Потяги кожні півгодини на деяких міжміських маршрутах
- Така сама тривалість подорожі між Женевою та Цюріхом через Берн і через Невшатель.
- Скорочення часу в дорозі між Цюрихом і Берном на 13 хвилин.

Через затримку впровадження нової системи керування поїздами ETCS нові та модернізовані ділянки лінії спочатку мали звичайну сигнальну технологію з максимальною швидкістю лише 160 км/год. Таким чином, поїздка на центральній ділянці між Цюрихом і Берном була скорочена лише приблизно на 11 хвилин замість запланованих 13 хвилин. З березня 2007 року вся нова лінія працювала з ETCS, що дозволило збільшити максимальну швидкість до 200 км/год з грудня 2007 року. Внаслідок цього зменшився час у дорозі, що дозволило регулярним інтервалам розкладу бути стабільним, оскільки тепер він може справлятися з можливими затримками.
У рамках Rail 2000, щоб запровадити мовну нейтральність, колишні місцеві регіональні поїзди (нім. Regionalzüge) були перейменовані в Regio (скорочено R), а регіональні швидкісні поїзди (нім. Schnellzüge; фр. train direct; італ. treno diretto) ) були перейменовані в RegioExpress (скорочено RE) або InterRegio (скорочено IR).

## Проекти
Rail 2000 включав такі підпроекти:
- Модернізація рухомого складу;
- Збільшення кількості поїздів, у тому числі на магістральних лініях кожні півгодини;
- Зручніші пересадки;
- Збільшення пропускної здатності завдяки подовженню двоколійних або чотирьохколійних секцій колії для усунення вузьких місць;
- Розділення руху на залізничних вузлах і на головних залізничних станціях;
- Більше сполучень як на міських, так і на регіональних лініях;
- Покращення пересадок в центральному Цюриху;
- Нова лінія Mattstetten–Rothrist і, як наслідок, скорочення часу в дорозі між Цюрихом і Берном з 69 до 58 хвилин (56 хвилин з кінця 2007 року).

### Нові лінії
Ядром Rail 2000 стала нова лінія довжиною 37 км від Маттштеттена до Ротріста між Берном і Ольтеном, яку було відкрито в грудні 2004 року. Це дозволило скоротити час у дорозі:
- Ольтен–Берн скорочено з 40 хвилин до 26 хвилин;
- Цюрих–Берн скорочено з 69 хвилин до 56 хвилин;
- Базель–Берн скорочено з 67 хвилин до 55 хвилин;
- Люцерн–Берн скорочено з 81 хвилини (через Вольгузен і Лангау) до 60 хвилин (через Зурзеє та Цофінген до лінії Маттштеттен–Ротріст);
- Ольтен–Біль/Б’єнн зменшено з 41 хвилини до 32 хвилин (через NBS і оновлений Inkwil-Derendingen);
- Цюрих–Берн–Женева скорочено з 2 годин 56 хвилин до 2 годин 43 хвилин;
- Цюрих–Біль/Б’єнн–Женева скорочено з 3 годин 9 хвилин до 2 годин 42 хвилини.

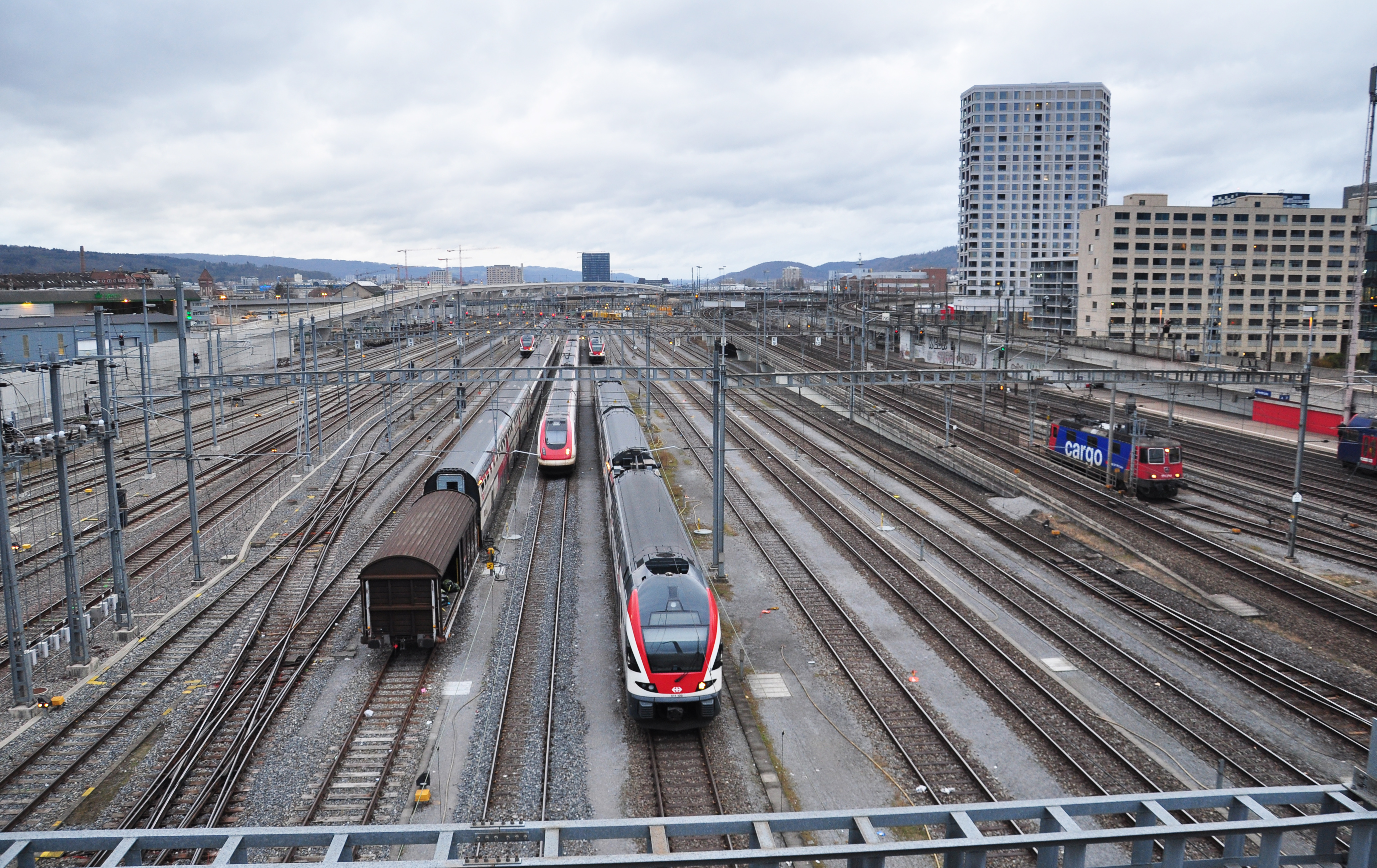
Колійне господарство неподалік центрального вокзалу Цюриха

### Основні проекти
- Mattstetten–Rothrist нова подвійна лінія. Введено в експлуатацію 2004 р.; вартість: 1,679 млрд швейцарських франків;
- Реконструйована лінія між Дерендінгеном та Інквілем (з’єднання лінії Маттштеттен–Ротрист із Золотурном). Введено в експлуатацію 2003 р.; вартість: 107 мільйонів швейцарських франків;
- Циммербергський базовий тунель, етап 1 (Цюрих–Тальвіль), друга подвійна лінія. Введено в експлуатацію 2003 р.; вартість: 945 мільйонів швейцарських франків;
- Адлерський тунель (Muttenz-Liestal на лінії Hauenstein), подвійна лінія. Зданий в експлуатацію 2000 р.; вартість: 387 мільйонів швейцарських франків;
- Водеренський тунель (Водеренс–Сівірьєз на лінії Ольтен–Лозанна), подвійна лінія. Введено в експлуатацію 2001 р.; вартість: 71 мільйон швейцарських франків;
- Відхилення та дублювання між Onnens–Bonvillars та Gorgier-St Aubin на лінії підніжжя Юра. Введено в експлуатацію 2001 р.; вартість: 363 мільйони швейцарських франків;
- Третя колія між Коппетом і Женевою на лінії Женева–Лозанна. Введено в експлуатацію 2004 р.; вартість: 285 мільйонів швейцарських франків;
- Розвиток цюрихського залізничного вузла (Загальна вартість: 544 мільйони швейцарських франків), у тому числі:
  - Платформи 3-9 подовжені до 420 метрів;
  - Розширення станції Sihlpost (платформи 51-54), платформи довжиною 320 метрів;
  - Станційна централізація;
  - Підстанція Kohlendreieck;
  - Станція технічного обслуговування та ангар для вагонів;
  - Сортувальна станція;
  - Новий міст між станцією та лінією Wipkingen;
  - Оновлення колії між станцією та районом Альтштеттен;
  - Чотири колії між станцією та Wiedikon/Zimmerberg Base Tunnel (розділення Zürich S-Bahn і поїздів далекого сполучення);
  - Розширення станції метро Löwenstrasse (платформи 31-34).

### Інші проекти
Серед інших проектів були наступні:
- Нове сполучення в Аарбурзі між лініями до Берна (Ротрист) і Люцерна (Цофінген);
- Розширення пропускної здатності між Ванкдорфом, Остермундігеном і Гюмлігеном, поблизу Берна, третя колія;
- Збільшення платформи на станції Базель;
- Розширення пропускної здатності між Базелем і Муттенцем, третя колія;
- Розширення станції Ольтен;
- Розширення пропускної спроможності між Ольтеном, Ольтен-Схід і Дуллікеном, третя або четверта колія;
- Розширення станції Аарау;
- Дублювання тунелю міста Аарау для додавання третьої та четвертої колії;
- Додано третій і четвертий шлях від Аарау до Рупперсвіля;
- Розширення станції Цуг;
- Дублювання колій між Цугом і Хамом;
- Дублювання колій між Рішем і Ротзее;
- Додаткові колії між Дітіконом та Кілльванген–Шпрайтенбах;
- Третя колія на південь від Вінтертура;
- Дублювання колій  між Гольдахом і Моршвілем;
- Розширення станції Landquart;
- Дублювання між Бад-Рагац і Ландкварт.

### Нова залізнична лінія через Альпи NRLA
Паралельно з проектами Rail 2000 проект NRLA модернізує дві основні залізничні лінії через Швейцарські Альпи: Готардську залізницю (включаючи новий базисний тунель Готтард і Ченерійський базисний тунель) та лінію Льотшберг (включаючи новий Лечберзький базисний тунель). Оновлення Gotthard скоротить подорож між німецькомовною Швейцарією та Тічино на годину. Базисний тунель Lötschberg був відкритий у 2007 році, завдяки чому можна дістатися з Цюриха до кантону Вале менш ніж за дві години; це скоротило подорож між Берном і Брігом та Італією приблизно на 15 хвилин.

## Rail 2000, Етап 2 / Майбутній розвиток залізничної інфраструктури

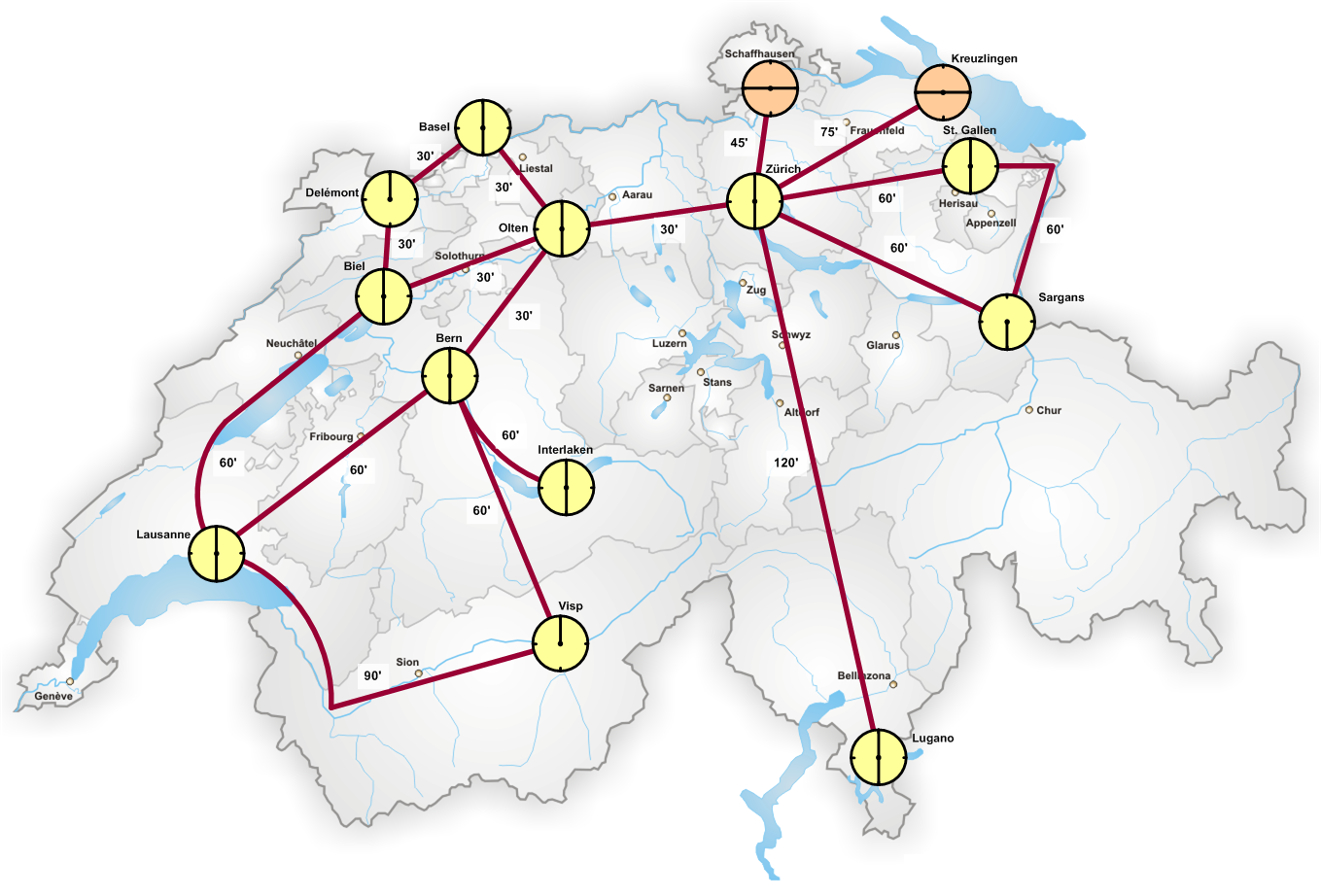
Вузли системи, заплановані на 2030 рік

Федеральне відомство транспорту (FOT) наразі переглядає різні потреби кантонів і залізниць для 2-го етапу Rail 2000. Це розглядається разом із загальним переглядом федеральним урядом фінансування поточних проектів громадського транспорту, включаючи AlpTransit, високошвидкісне сполучення з Францією та Німеччиною та лінія крізь місто Женеву. 2-й етап Rail 2000 також називається «Майбутній розвиток залізничних проектів» (нім. Zukünftige Entwicklung der Bahnprojekte, ZEB). Передбачається, що цей етап завершиться до 2030 року.
Швейцарські федеральні залізниці виклали свої ідеї щодо 2-го етапу на прес-конференції у квітні 2006 року з FOT. В принципі, він віддавав перевагу меншим розширенням, а не великим проектам тунелів. У ньому було наголошено на прискоренні сполучення схід-захід і включенні Лозанни, Біля, Інтерлакена та Санкт-Галлена як вузлів для регулярного розкладу на додаток до Цюриха та Берна. Плануються такі розширення:
- 1,7 мільярда швейцарських франків на нову колію лінії Цюрих–Ольтен, з них:
  - 1 мільярд швейцарських франків на нову лінію Chestenberg між Рупперсвілем і тунелем Хайтерсберг;
  - 400 мільйонів швейцарських франків для нової лінії Eppenberg між Аарау та Денікен;
  - 300 мільйонів швейцарських франків на нову колію біля Ольтена;

- 665 мільйонів швейцарських франків на збільшення пропускної спроможності між Цюрихом і Вінтертуром;
- 260 мільйонів швейцарських франків на підвищення швидкості між Вінтертуром, Санкт-Галленом і Констанцом;
- 350 мільйонів швейцарських франків на нову колію поблизу Берна, з них:
  - 210 мільйонів швейцарських франків на нову трасу в Берні;
  - 140 мільйонів швейцарських франків на часткове дублювання між Шпіцом та Інтерлакеном.

- 140 мільйонів швейцарських франків на розділення рівнів у Лісталі на лінії Гауенштайн;
- 320 мільйонів швейцарських франків на збільшення пропускної здатності в Лозанні;
- 225 мільйонів швейцарських франків на підвищення швидкості між Фрібуром і Лозанною на лінії Ольтен–Лозанна;
- 110 мільйонів швейцарських франків на підвищення швидкості зі 160 км/год до 200 км/год у Вале на лінії Сімплон, включаючи встановлення ETCS;
- 325 мільйонів швейцарських франків на оновлення наявних колій в різних проектах у Центральній Швейцарії;
- 365 мільйонів швейцарських франків на нову колію у Тічино.

На етапі 2 час у дорозі від Цюріха до Санкт-Галлена та Біля буде скорочений до менш ніж години, як і час у дорозі від Берна до Лозанни. Ці проекти, згідно з SFR, коштуватимуть приблизно 1,5 мільярда швейцарських франків. Розглядаються варіанти продовження.
SFR виступав за те, щоб не будувати кілька проектів, які спочатку були запропоновані для першої фази Rail 2000, але були відкладені, коли його скоротили:
- Третій тунель Юра між Базелем і Ольтеном (добудовано лише Адлерський тунель між Муттенцем і Лісталем);
- Запропонована нова лінія між аеропортом Цюриха та Вінтертуром через тунель Брюттен;
- Друга черга базисного тунелю Циммерберг, що з’єднує Літті (біля Баара) на лінії під’їзду до Готардської залізниці з Цюрихом, і пропонований однолінійний тунель Гірцель, що з’єднує Літті з Ау або Веденсвіль;
- Тунель, паралельний тунелю Хайтерсберг, щоб забезпечити третю і четверту колію;
- Перетворення станції Люцерн на прохідну станцію шляхом будівництва підземної станції та з’єднувального тунелю з лінією Цюрих–Люцерн в Ебіконі;

За словами SFR, BLS також визначила свої побажання. Вони передбачають:
- Завершення робіт на базисному тунелі Лечберг (завершення другої колії та гілки на Steg);
- Дублювання лінії Берн–Невшатель.